# 니더바르님 철도

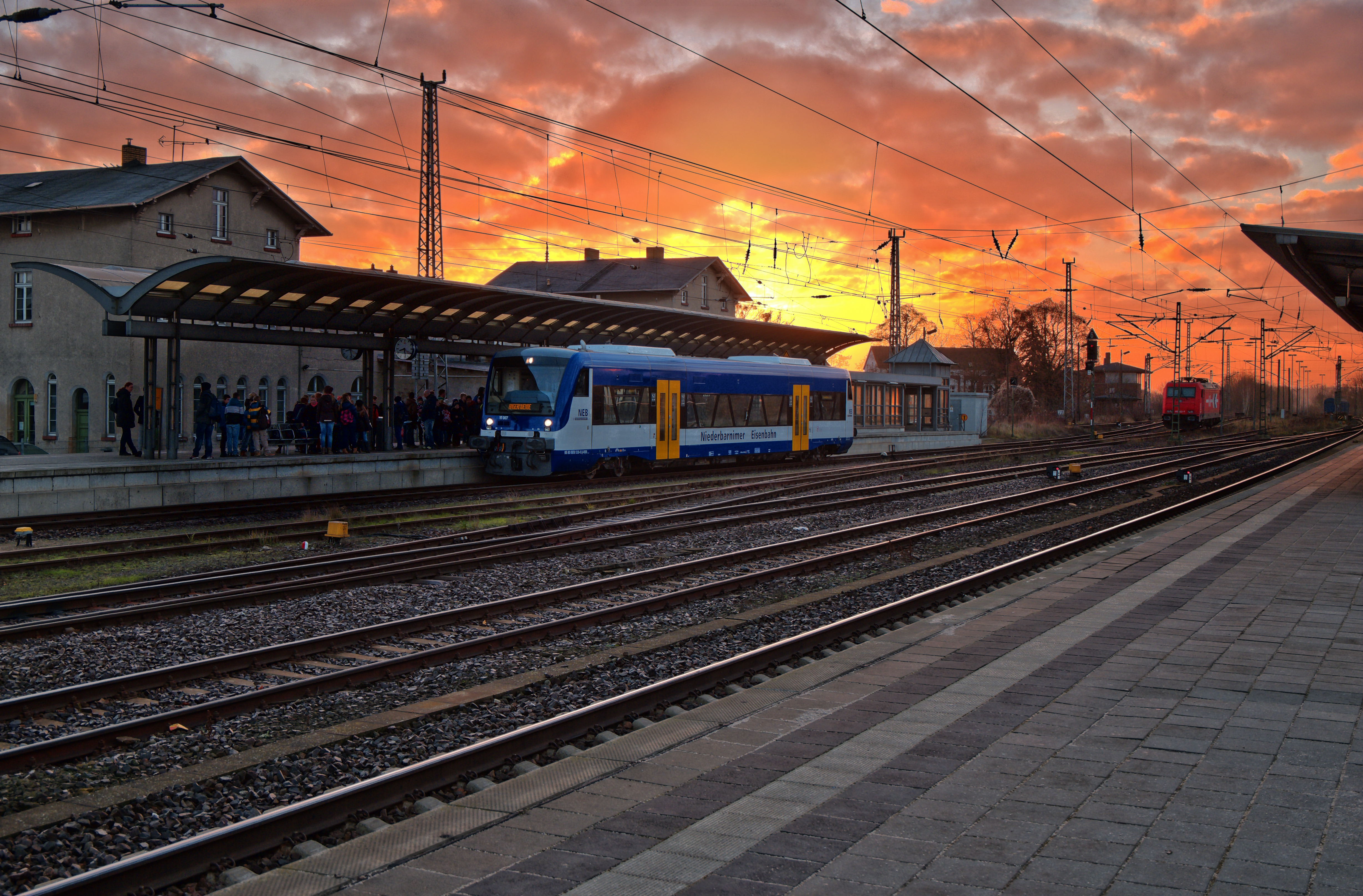
NEB 소유 레기오셔틀, 2014년 12월 앙거뮌데역

니더바르님 철도(독일어: Niederbarnimer Eisenbahn, NEB)는 베를린에 본사가 있는 독일의 철도 인프라 사업자(EIU)이며, 캡트레인 도이칠란트(Captrain Deutschland)의 자회사이다. 자회사인 NEB Betriebsgesellschaft mbH를 통해서 철도 운송 사업자(EVU)로도 기능하고 있으며 베를린 광역권에서 철도 대중 교통을 운영하고 있다.

## 지분 구조
오늘날 최대 주주는 BEHALA(베를린 항만 운영사) 및 캡트레인 도이칠란트가 공동으로 지분을 출자한 베를린 산업철도 회사(Industriebahn-Gesellschaft Berlin GmbH, IGB)이며 66.92%를 보유하고 있다. 소주주로는 지자체 협의회 및 브란덴부르크 주의회가 공동으로 6.16%의 주식을 보유하고 있다. 오버하펠군, 바르님군, 메르키슈오데를란트군, 오데르슈프레군이 합쳐서 26%를 보유하고 있으며, 나머지 0.92%는 연선상의 소단위 지자체가 보유하고 있다.

## 보유 노선
NEB의 주 노선은 1901년부터 영업을 시작한 하이데크라우트선이며, 베를린 빌헬름스루역(과거 이름 라이니켄도르프-로젠탈)에서 시작하여 바스도르프, 클로스터펠데를 경유하여 그로스 쇠네베크까지가 주 노선이다. 바스도르프에서는 벤지켄도르프 경유 리벤발데 방면 지선이 분기한다. NEB는 베를린 장벽 건설로 단절된 베를린 빌헬름스루역 방면 구간을 제외하고 이 노선에 차량을 운행한다. 현재 바스도르프에서 빌헬름스루 구간은 화물(슈타들러 레일 팡코 공장 인입선) 및 비정기 열차만 운행한다. 벤지켄도르프-리벤발데 구간은 열차가 운행하지 않는다. 이외에도 1950년 도이체 라이히스반에서 건설했으며 후에 매입한 베를린-카로역(역 자체는 제외)부터 바스도르프, 벤지켄도르프-슈마흐텐하겐 구간을 운행한다.
1925년 건설된 테겔-프리드리히스펠데 산업선도 보유하고 있었다. 이 노선은 베를린 북동부와 테겔항, 베를린 북부선, 크레멘선, 슈체친선, 동방철도를 연결했다. 산업선 구간의 일부는 슈테른라디오, NILES 건설기계 등 동베를린에 있었던 공장의 인입선과 연결되어 있었기 때문에 1990년대까지 화물 운송용으로 활발하게 사용되었다. 한편 프리드리히스펠데 축산시장, 베를린 북부 프랑스 점령지구, 기타 도이체반 노선과도 연결되었다.

## 광역 철도

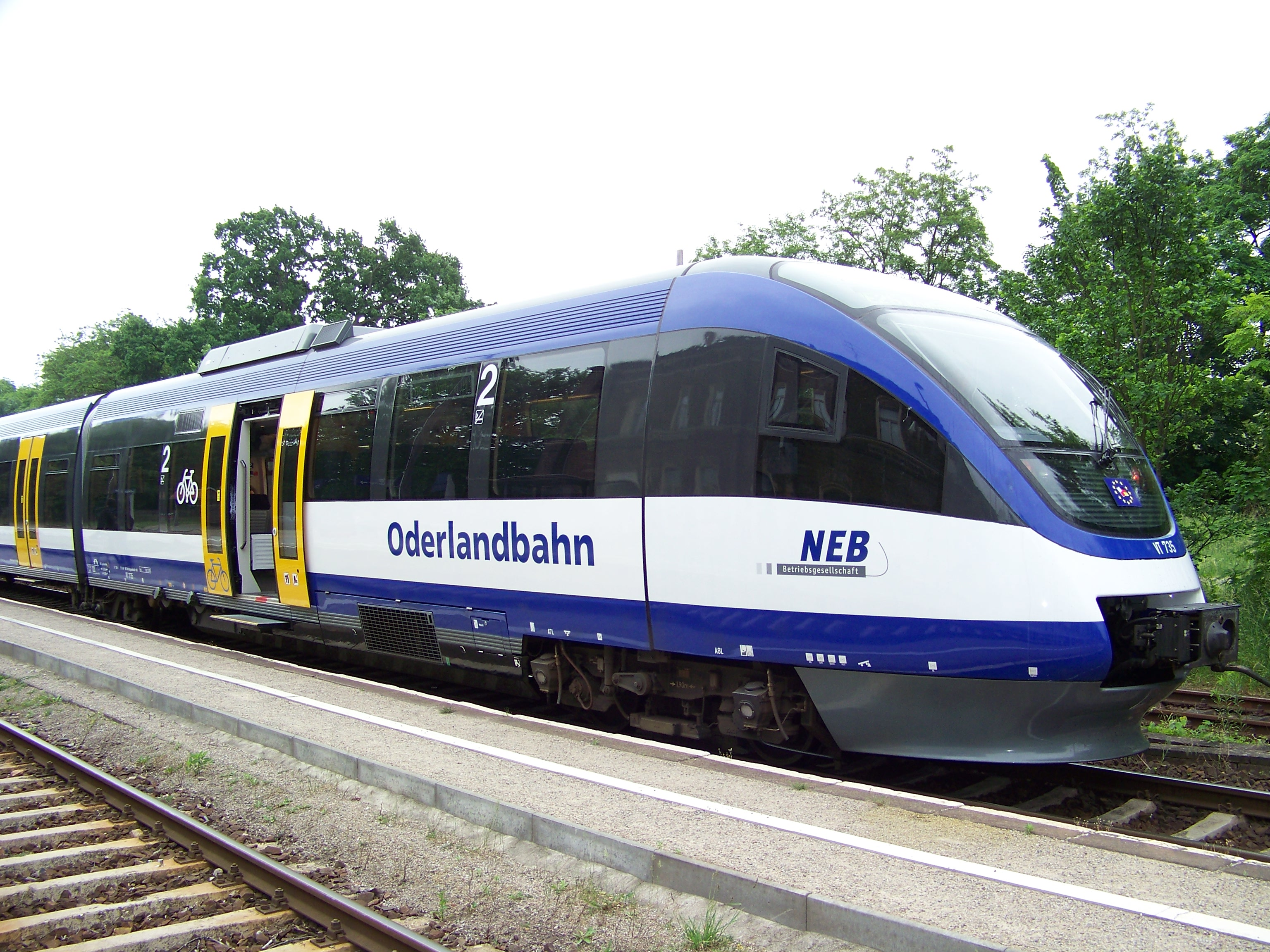
젤로/구조역의 VT 735

NEB는 자회사 NEB Betriebsgesellschaft mbH(NEBB)를 통해서 철도 운송 사업자로서 베를린과 브란덴부르크 동부 지역의 철도 교통을 운영하고 있다. 다른 베를린과 브란덴부르크의 대중 교통 사업자들과 같이 베를린 브란덴부르크 교통조합(VBB)의 회원사이며, 공동 승차권을 사용한다. NEB의 모든 차량은 자사의 바스도르프 사업소에 배속되어 있다. NEBB는 2005년 12월부터 하이데크라우트선에서 여객 운수 사업을 시작했다(2012년까지는 NE 27, 이후 RB 27). 2007년 4월 16일부터 12월 31일까지는 평일 오전과 오후에 각각 4회씩 벤지켄도르프-첼렌도르프 (바이 오라니엔부르크)간 시험 운행을 했으나 수요 부족으로 인해 중단되었다.
베를린 브란덴부르크 교통조합(VBB)의 입찰 결과 2007년부터 베를린-리히텐베르크역과 폴란드 코스트신나트오드롱 간의 동방철도에서 여객 영업을 시작했다. 2014년까지는 "오더란트반(Oderlandbahn)"이라는 별칭을 사용했으며 노선 번호는 RB 26(2012년까지 NE 26)이다. NEB는 2006/07년에 VBB의 철도 운행량(열차 킬로미터 단위)의 1.01%를 담당했다.
베를린 S반 차량 부족 사태 당시 S2 노선의 줄어든 배차 간격을 보완하기 위해서 2011년 초부터 출근과 퇴근 시간에 3편성을 베를린 게준트브루넨역까지 연장 운행했으며, 선로 구조상 원래 종착역인 베를린 카로역에는 정차하지 않았다. 이 운행 형태는 2011년 말까지 유지되었다.
2013년 2월 12일 VBB는 베를린과 브란덴부르크주의 위탁으로 NEB와 동부 브란덴부르크(Netz Ostbrandenburg) 철도 노선의 운영권을 계약했다. 이에 따라서 2014년 12월부터 5개 노선, 2015년 12월부터 4개 노선의 운영을 시작했다. 봄바디어 탈렌트 및 슈타들러 레기오셔틀 외에도 RB 26 노선에는 PESA 링크 차량을 투입했다.
2014년 3월 31일 VBB는 동부 브란덴부르크 선행(Netz Ostbrandenburg Vorlauf) 철도 노선의 운영권을 계약했다. 이에 따라서 2014년 12월부터 RB 25 노선을 운영하게 되었으며, 입찰의 일부인 RB 26 노선도 NEB에서 계속 운영하게 된다. 이 노선에는 봄바디어 탈렌트 차량을 투입했다.
두 계약에 따라서 2015년 12월 13일부터 총 11개 노선의 운영권을 보유하게 되었다.
2016년 1월 탈렌트 1편성이 완전히 전소되었다. 설상가상으로 PESA 링크 차량의 형식 승인이 늦어져서 운행이 불안정해졌다. 2016년 6월부터 PESA 링크 2량 편성 차량의 운행이 시작되었으며, 정규 운행에는 RB 26 및 RB 54 노선에 투입된다. 제작사인 폴란드 PESA 측에서 3량 편성 차량의 납기일을 확실히 지정하지 않았기 때문에 3량 2편성 주문을 2량 4편성으로 변견했다. 해당 차량이 납입되기 전까지는 구형 중고차를 대체로 투입했다. PESA 링크 차량이 도중에 변경되었기 때문에 독일 연방 철도청에서 형식 승인을 다시 받아야 했기 때문에 상업 운행은 2018년 12월이 되어서야 가능했다.
2018년 12월부터 2021년 12월까지 요아힘스탈-템플린 구간을 2시간 간격으로 시범 운행했다. VBB와 연선상 지자체는 2006년 12월 운행을 중단한 해당 구간에 대중 교통을 다시 운행할 가능성을 확인할 의도를 가지고 있었다. 코로나19로 인한 승객 수 급감으로 인하여 2022년 12월까지 시범 운행 기간이 연장되었다. 해당 구간 노선을 소유하고 있는 RegioInfra에서 선로 상태로 인하여 열차 운행을 지속할 수 없음을 통보했고, 시범 운행 시 승객 수 부족 및 개선 공사에 들어갈 예산 확보 문제로 인하여 2022년 12월 11일부터 시범 운행을 중단하고 버스로 대체되었다.
2023년 9월 4일부터 테슬라 셔틀 열차 운행이 시작되었다. 테슬라 공장 영업 시간에 맞추어 에르크너역에서 시작하여 공장에 새로 건설된 정차역인 팡슐로이제 테슬라 쥐트(Fangschleuse Tesla Süd)역 구간을 운행한다. 운행 초기에는 디젤 동차인 봄바디어 탈렌트 3량 편성이 투입되었고, 필요한 경우 2편성 병결 운행했다. 2024년 6월 14일에 NEB 측에서는 차량 부족을 이유로 운행 계약을 일시 중단했다. 영업 운행 중이었던 PESA LINK 1차분 디젤 동차의 검수 시기가 다가오면서 셔틀 열차에 투입할 수 있는 차량이 없었기 때문이다. 2024년 8월에 미레오 스마트 플러스 B 배터리 동차로 운행이 재개되었다.
2024년 12월 시간표 개정부터 동부 브란덴부르크 II(Netz Ostbrandenburg II) 노선의 운영권을 낙찰받았다. 2014년부터 2024년까지의 동부 브란덴부르크 노선(Netz Ostbrandenburg)과 동일한 노선이지만, 일부 노선의 배차간격을 단축시키고 운행 시간을 연장시켰다. 배터리 및 수소 연료전지 동차의 투입이 시작되어 2025년 3사분기까지 디젤 차량이 대차된다.

### 현재 운영 노선
| 노선  | 운행 구간 | 운행 구간 | 운행 구간 | 운영 기간               |
| ----- | --- | --- | --- | ----------------------- |
| RB 12 | 베를린 오스트크로이츠 - 베를린 리히텐베르크 - 오라니엔부르크 - 뢰벤베르크 (마르크) - 템플린 슈타트           | 베를린 오스트크로이츠 - 베를린 리히텐베르크 - 오라니엔부르크 - 뢰벤베르크 (마르크) - 템플린 슈타트           | 베를린 오스트크로이츠 - 베를린 리히텐베르크 - 오라니엔부르크 - 뢰벤베르크 (마르크) - 템플린 슈타트           | 2024년 12월~2036년 12월 |
| RB 25 | 베를린 오스트크로이츠 - 베를린 리히텐베르크 - 아렌스펠데 - 베르노이헨                                        | 베를린 오스트크로이츠 - 베를린 리히텐베르크 - 아렌스펠데 - 베르노이헨                                        | 베를린 오스트크로이츠 - 베를린 리히텐베르크 - 아렌스펠데 - 베르노이헨                                        | 2024년 12월~2036년 12월 |
| RB 26 | 베를린 오스트크로이츠 - 베를린 리히텐베르크 - 슈트라우스베르크 - 베르비히 - 퀴스트린-키츠 - 코스트신(폴란드) | 베를린 오스트크로이츠 - 베를린 리히텐베르크 - 슈트라우스베르크 - 베르비히 - 퀴스트린-키츠 - 코스트신(폴란드) | 베를린 오스트크로이츠 - 베를린 리히텐베르크 - 슈트라우스베르크 - 베르비히 - 퀴스트린-키츠 - 코스트신(폴란드) | 2024년 12월~2036년 12월 |
| RB 27 | 베를린 카로 - 바스도르프 -                                                                                   | 베를린 카로 - 바스도르프 -                                                                                   | 벤지켄도르프 - 슈마흐텐하겐                                                                                  | 2024년 12월~2036년 12월 |
| RB 27 | 베를린 카로 - 바스도르프 -                                                                                   | 베를린 카로 - 바스도르프 -                                                                                   | 클로스터펠데 - 그로스 쇠네베크                                                                               | 2024년 12월~2036년 12월 |
| RB 35 | 퓌르스텐발데 (슈프레) - 바트 자로-피스코                                                                     | 퓌르스텐발데 (슈프레) - 바트 자로-피스코                                                                     | 퓌르스텐발데 (슈프레) - 바트 자로-피스코                                                                     | 2024년 12월~2036년 12월 |
| RB 36 | 쾨니히스 부스터하우젠 - 베스코 - 프랑크푸르트 (오데르)                                                       | 쾨니히스 부스터하우젠 - 베스코 - 프랑크푸르트 (오데르)                                                       | 쾨니히스 부스터하우젠 - 베스코 - 프랑크푸르트 (오데르)                                                       | 2024년 12월~2036년 12월 |
| RB 54 | 베를린 리히텐베르크 - 뢰벤베르크 (마르크) - 헤르츠베르크 (마르크) - 라인스베르크 (마르크)                    | 베를린 리히텐베르크 - 뢰벤베르크 (마르크) - 헤르츠베르크 (마르크) - 라인스베르크 (마르크)                    | 베를린 리히텐베르크 - 뢰벤베르크 (마르크) - 헤르츠베르크 (마르크) - 라인스베르크 (마르크)                    | 2024년 12월~2036년 12월 |
| RB 60 | 에베르스발데 - 브리첸 - 베르비히 - 프랑크푸르트 (오데르)                                                     | 에베르스발데 - 브리첸 - 베르비히 - 프랑크푸르트 (오데르)                                                     | 에베르스발데 - 브리첸 - 베르비히 - 프랑크푸르트 (오데르)                                                     | 2024년 12월~2036년 12월 |
| RB 61 | 앙거뮌데 - 슈베트 (오더)                                                                                     | 앙거뮌데 - 슈베트 (오더)                                                                                     | 앙거뮌데 - 슈베트 (오더)                                                                                     | 2024년 12월~2036년 12월 |
| RB 62 | 프렌츨라우 - 앙거뮌데 (- 에베르스발데)                                                                       | 프렌츨라우 - 앙거뮌데 (- 에베르스발데)                                                                       | 프렌츨라우 - 앙거뮌데 (- 에베르스발데)                                                                       | 2024년 12월~2036년 12월 |
| RB 63 | (베를린 게준트브루넨 -) 에베르스발데 - 요아힘스탈                                                            | (베를린 게준트브루넨 -) 에베르스발데 - 요아힘스탈                                                            | (베를린 게준트브루넨 -) 에베르스발데 - 요아힘스탈                                                            | 2024년 12월~2036년 12월 |
| TES   | (베를린 리히텐베르크 -) 에르크너 - 팡슐로이제 테슬라 쥐트                                                    | (베를린 리히텐베르크 -) 에르크너 - 팡슐로이제 테슬라 쥐트                                                    | (베를린 리히텐베르크 -) 에르크너 - 팡슐로이제 테슬라 쥐트                                                    | 2024년 12월~2036년 12월 |

## 역사

### 설립부터 제2차 세계대전까지
하이데크라우트선 연선상의 지자체에서는 라이니켄도르프-리벤발데-그로스 쇠네베크 철도(Reinickendorf-Liebenwalder-Groß-Schönebecker Eisenbahn AG)라는 회사를 설립했다. 1927년부터 니더바르님 철도(Niederbarnimer Eisenbahn AG)라는 명칭을 사용하기 시작했다. 1901년 5월 21일 베를린 빌헬름스루(Klbf)부터 리벤발도 및 그로스 쇠네베크간 여객 열차 영업을 시작했다. 1907년 12월 16일 개통한 26 km 길이의 테겔-프리드리히스펠데 산업선은 1925년 7월 1일부터 NEB에 편입되었다.
1943년 지분 구성은 베를린시가 67%를 차지하고 있는 최대주주였으며, 니더바르님군 26%, 브란덴부르크주(6%) 및 연선상의 지자체가 나머지를 차지했다. 제2차 세계 대전 종전까지 베를린 빌헬름스루, 폰타네슈트라세 31(Fontanestraße 31)에 본사가 위치해 있었다. 중심 철도역은 베를린 빌헬름스루역에서 이후 바스도르프역이 되었다. 1930년대에도 노선의 중요도가 높았기 때문에 당시에도 전철화가 계획되어 있었다.

### 동독의 몰수와 장벽 건설
전쟁 후 소련 점령군은 1945년 테겔-프리드리히스펠데 산업선의 마거피호프-바이센제 산업선 구간을 임시로 러시아 광궤로 개궤했다. 1950년 7월 1일 독일국영철도는 동베를린에 속해 있었던 산업선을 몰수했다. 서베를린에서도 서방 연합군은 포츠담 협정에 따라서 철도 운영권을 소련에 위임했기 때문에 독일국영철도가 서베를린 소재 노선도 운영했다.
그러나 서베를린의 사설 철도는 이 규정에서 예외였기 때문에 NEB는 주식회사 지위를 유지했으며, 동독은 이 주식회사는 몰수하지 않았다. 이러한 상황은 오늘날까지도 논란의 여지가 있다. 이러한 방식으로 독일국영철도와 동독은 주식회사에 참여하는 지자체를 통해서 테겔 산업선의 서부 구간 운영에도 참여할 가능성이 열려 있었다. 하이데크라우트선의 "관리 및 운영권"은 1950년 6월 28/29일 계약으로 인해서 1950년 7월 1일 독일국영철도에 양도되었다. 1959년 7월 1일에는 노선 소유권도 양도받았다. NEB 주식회사는 자산을 독일국영철도에 무상으로 양도해야만 했다. 계약서에는 독일 통일 이후 재협상을 해야 한다는 조건이 들어가 있었으며, 1990년이 되어서야 해당 조건이 발동되었다.

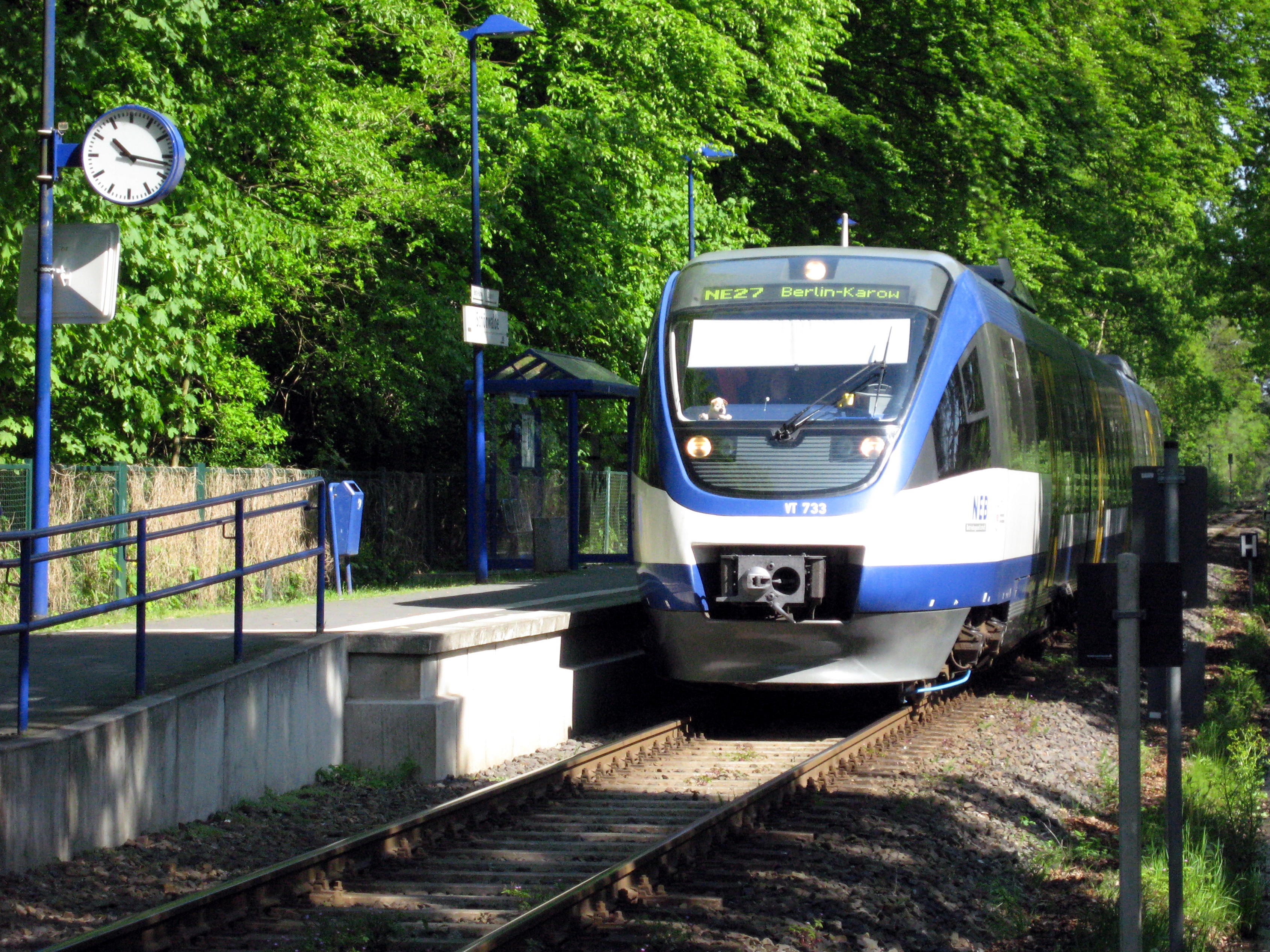
쇤발데역에 정차 중인 NEB 소속 탈렌트 열차

1961년 베를린 장벽 건설 이후 빌헬름스루-리벤발데, 그로스 쇠네베크간 운행이 중단되었다. 동독은 노선의 연결을 끊었고 장벽 연선의 철도 노선에 국경 장벽을 설치했다. 북부선으로 가는 연결선도 끊어졌으며, 1961년 11월 9일부터는 실도, 이후에는 베를린-블랑켄펠데에서부터 운행했다. 남부 구간의 여객 영업은 1983년 5월 27일에 중단되었다.
베를린 장벽 건설 이후 독일국영철도에서는 하이데크라우트선의 영업 구간을 기존의 연결선이자 우회선이었던 베를린 카로-바스도르프 간으로 변경했다. 이 노선은 원래 외곽 화물 순환선의 일부였으며, 운행 구간 변경을 통해서 베를린 S반과 다시 접속되었다. 이 목적으로 베를린 블랑켄부르크역의 화물선에 임시 승강장을 설치했다. 1976년 2월 3일부터는 카로역의 S반 승강장으로 직접 연결되었다. 독일국영철도는 쇤발데역과 쇠너린데역을 추가로 건설했다. 노선 북쪽으로는 벤지켄도르프-오라니엔부르크에 연결선을 건설하여 독일국영철도의 노선과 접속시켰다.
NEB의 이사회는 1950년대에 서베를린으로 이전했으며, 회사 본사는 베를린 베스트하펜의 사무실에 있었다. 변호사를 통한 신탁 형태로 회사를 운영했으며, 동독의 경제 역사에서 특별한 경우였다.

### 재통일과 운영
독일의 재통일은 NEB에 큰 영향을 주었다. 1993년 NEB는 자사 소유 노선이었던 빌헬름스루-바스도르프 구간에 화물 운송을 다시 시작할 수 있었다. 또한 독일국영철도와 NEB간의 자산 양수 계약에서 하이데크라우트선의 몰수를 취소할 수 있는 조건이 발동될 수 있었다. 독일국영철도의 법적 후계자인 도이체반과 NEB 사이의 협상을 통해서 1998년 9월 1일 하이데크라우트선을 반환받았다.

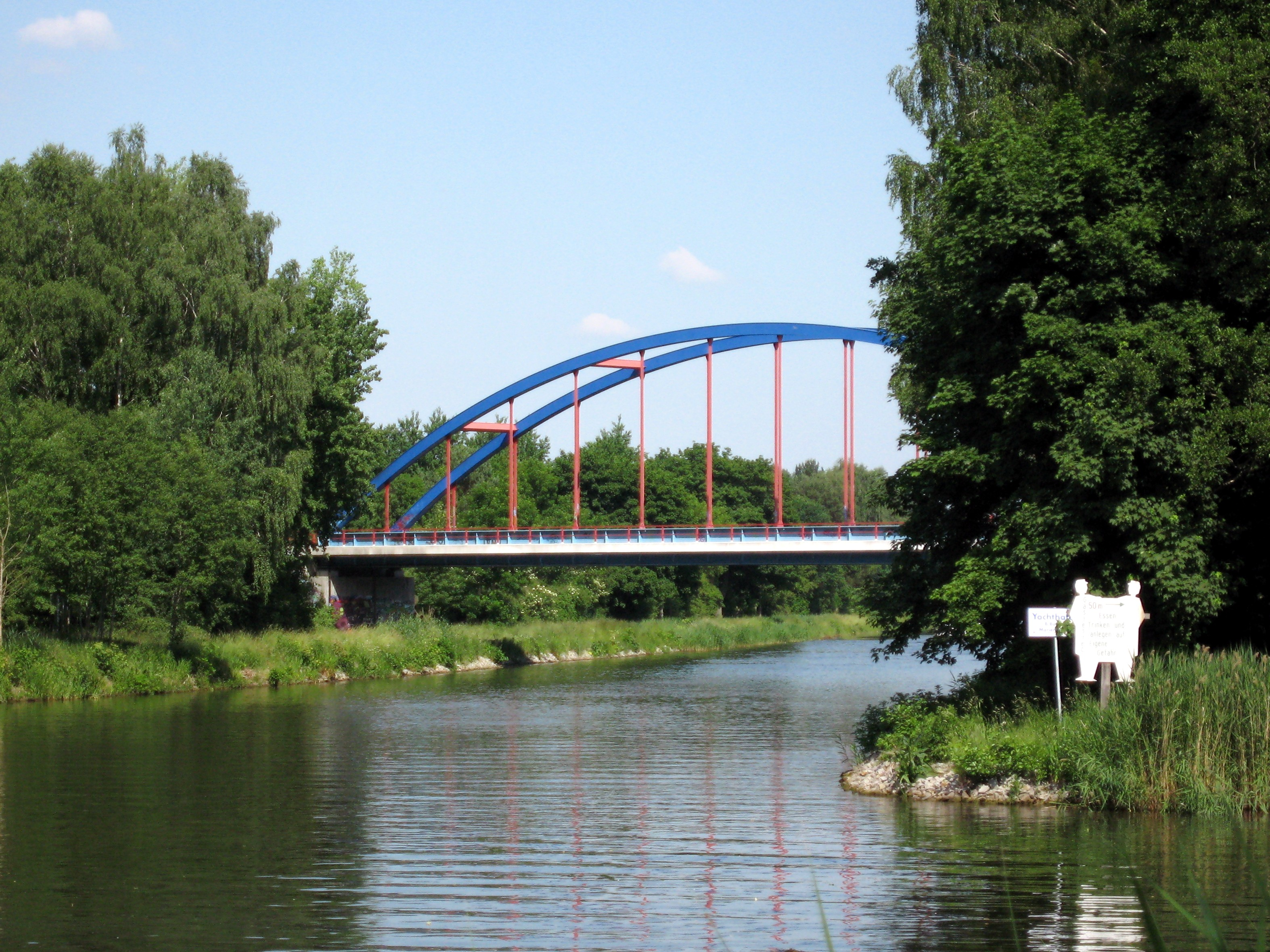
오더-하펠 운하(체르펜 수문)를 가로지르는 새로운 철교

도이체반은 하이데크라우트선에서 근교 노선을 계속 운영했기 때문에 사철 소유자에 선로사용료를 지불해야 했다. 2000년 7월 1일 NEB는 도이체반에서 카로-바스도르프 및 벤지켄도르프-슈마흐텐하겐 구간을 매입했다. 1999년부터 2002년까지 1700만 유로를 투자하여 하이데크라우트선의 보수 공사를 진행했으며, 이 중에는 하펠-오더 수로 및 체르펜 수문을 가로지르는 철교 재건축 비용이 포함되어 있다.
2004년에는 베를린 브란덴부르크 교통조합을 통해서 하이데크라우트선의 운영권을 낙찰받았고, 운행 중단 55년만인 2005년 12월부터 NEB는 자사 소유 노선에서 자사 소유 차량을 운영할 수 있게 되었다. 법적으로 강제된 철도 상하분리를 준수하기 위해서 2004년 12월 17일 자회사로 철도 운송 사업자인 NEB Betriebsgesellschaft mbH를 설립했다. 모회사인 NEB는 철도 인프라 사업자로 시설을 계속 관리한다.

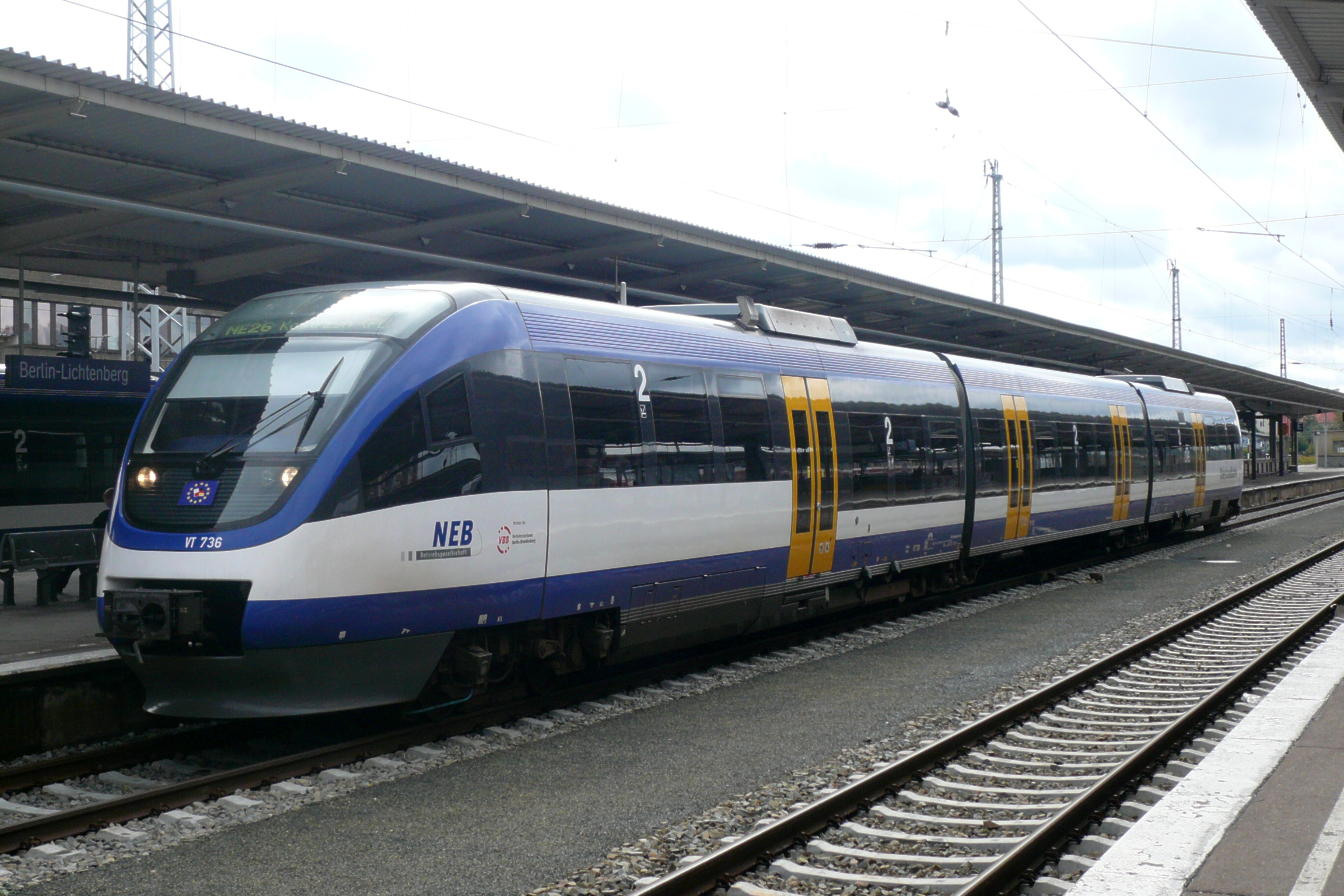
베를린 리히텐베르크역의 "오더란트반" 열차

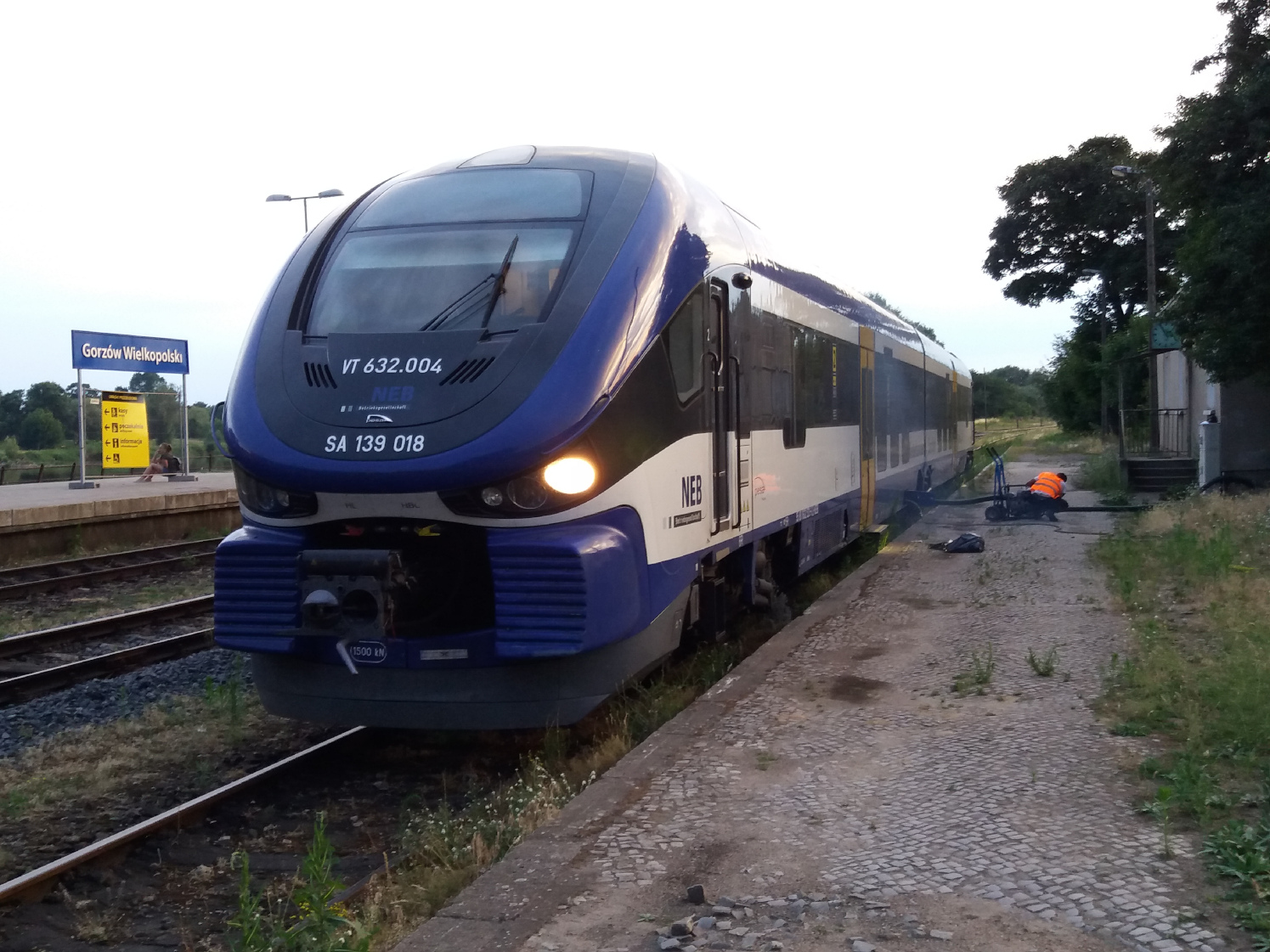
고주프비엘코폴스키에 정차한 NEB VT 632.004/SA139 018 열차. 화장실 오물을 수거하고 있다.

NEB는 자회사를 통해서 자체 노선 외부로도 활동을 확장할 수 있었다. NEB는 VBB의 다른 노선 운영권 입찰에도 참여했다. 최초로 낙찰받은 노선은 베를린 리히텐베르크-폴란드 코스트신나트오드롱 구간으로 경쟁사였던 DB 레기오를 꺾고 2006년 12월부터 2014년 12월까지 8년간의 운영권을 낙찰받았다. 폴란드의 철도 감독 기관인 UTK와의 협상 끝에 2006년 12월 10일부터 봄바디어 탈렌트 열차로 운행을 시작할 수 있었다. 독일 영토 내 해당 구간의 노선은 DB Netz가 소유한다.
벤지켄도르프 방면 지선의 영업 최고 속도 향상을 위해서 EU 구조 기금 EFRE에서 2010년 7월 지원받은 170만 유로를 포함한 230만 유로를 투입하였고, 그 결과 50 km/h에서 80 km/h로 증속했다.

## 차량

### 디젤 동차
2005년 12월부터의 하이데크라우트선 운행을 위해서 봄바디어 탈렌트 3량 편성 4편성을 조달했고, 이듬해에는 다른 노선 운행을 위하여 추가로 4편성을 조달했다.
동부 브란덴부르크 노선 운행을 위해서 과거 미텔도이체 레기오반(Mitteldeutsche Regiobahn)에서 운행했던 슈타들러 레기오셔틀 RS1 15량을 조달했다. 이와 함께 PESA Link 2량 편성 7편성을 구매했으나, 독일 연방철도청의 차량 형식승인이 2016년 중반에야 허가되었다. 2018년에는 당초 3량 편성 2편성을 구매하려고 했던 계획을 변경하여 2량 편성 4편성을 추가로 구매했다.
탈렌트 동차는 RB 12, 25, 26, 27 노선, RS1은 RB 35, 36, 60, 61, 62, 63에 투입되었다. Link 동차는 RB 12, 25, 26, 54 노선이 투입되었다.
탈렌트와 RS1 이외에도 오스트도이치 철도 소속 슈타들러 GTW 3편성, 타우누스 철도(Taunusbahn) 소속 628형 디젤 동차 1편성, 기타 다른 곳에서 임차한 탈렌트 2량/3량 편성이 임시로 운행했다.
2024년 12월 시간표 개정부터 탈렌트와 RS1 디젤 차량을 지멘스 미레오 차량으로 대체하기 시작했다. 인도 연기로 인하여 전체 편성 완전 대체는 2025년 가을까지로 연기되었으며, 그 때까지는 기존 디젤 차량이 계속 운행한다. 폴란드 노선 운행을 위해서 RB 26 노선은 계속 PESA Link 디젤 동차로 운행한다. 폴란드 고주프비엘코폴스키까지의 운행은 오데르강 철교가 공사 중이었던 2021년부터 2024년까지 중단되었으며, 운행 중단 시기에는 오데르강을 건너지 않고 퀴스트린 키츠역까지만 운행했다.

### 배터리 하이브리드 동차
2021년 말 지멘스 미레오 플루스 B 동차 31편성을 발주했고, 2024년부터 영업 운행을 시작할 예정이다. 해당 전동차는 하이브리드 형태로 전차선 급전과 배터리 운행이 모두 가능하다. 하이브리드 전동차 투입으로 기존 디젤 동차를 대체하며, 연간 디젤 440만 리터 및 이에 따른 이산화탄소 배출을 절감할 수 있다. NEB에서 운영하는 노선의 일부는 전철화되어 있기 때문에 전철화 구간에서는 전기로 운행함과 동시에 배터리를 충전할 수 있다. 배터리로만 운행했을 때의 운행 거리는 최소 90 km이다. 회생 제동으로 얻은 전기를 배터리에 충전할 수 있다. 새로운 열차 투입으로 배차 간격을 단축할 예정이다. 2024년 12월부터 RB 25, RB 35, RB 63 노선에서 미레오 플루스 B 운행이 시작되었다. 2024년 12월 기준 7편성만 반입되었기 때문에 다른 노선의 운행 시작은 지연되었다. 2025년 2월 초에는 RB 36에서 운행이 시작되었다. 2025년 8월 말까지 나머지 차량이 반입될 예정이다.

### 수소 연료전지 동차
NEB는 지멘스 모빌리티의 미레오 플루스 H 수소 동차 7편성을 주문했다. 최초 반입된 편성은 2024년 9월 말에 바스도르프-샤를로텐부르크 구간에서 시범 운행에 사용되었다. 2024년 12월 시간표 개정부터 RB 27(하이데크라우트선) 노선에서 영업 운행을 시작했다. 당초 계획은 2023년 12월부터 수소 동차를 운행하려고 했으나, 재원 조달 문제로 인하여 1년 지연되었다. 하이데크라우트선의 과거 베를린 시내 구간 복원 이후에는 RB 28 노선에도 투입될 예정이다.

## 사고
2016년 1월 6일 오후 8시 10분경 베를린 불레탈역 인근에서 RB 26 노선은 운행하던 봄바디어 탈렌트 디젤 동차가 전소되었다. 탑승하고 있었던 승객이 타는 냄새를 맡고 기관사에게 이 사실을 알렸다. 사고 원인은 전기 회로 과열이었다. 차량 제조사는 6K4 접촉기의 사용 연한을 8년으로 제시했으나, 사고 시점에서 약 11년간 사용되었고 검수 과정에서 교체되지 않았다. 해당 접촉기는 발열 근원 지점으로 추정되었다.
2024년 11월 2일 오후 9시 50분경 아렌스펠데역에서 봄바디어 탈렌트 디젤 동차가 전소되었다. 사고 원인은 아직까지 밝혀지지 않았다. 이 사고로 인한 인명 피해는 없었다.

## 참고 문헌
- Erich Preuß: Die Niederbarnimer Eisenbahn – Von Berlin ins Heidekraut. Transpress, Stuttgart 2001. ISBN 3-613-71150-8
- Klaus Kurpjuweit: Mit 100 Jahren und großen Plänen zurück zum Anfang. In: Der Tagesspiegel, 20. Mai 2001